# Alpklöver
Alpklöver (Trifolium alpestre) är en ört inom familjen ärtväxter. Som namnet antyder växer den främst (men inte enbart) i bergsområden, upp till omkring 2 300 meter över havet.
I Sverige finns alpklöver bara på västra Gotland och växer i torr och kalkrik mark såsom i tallskogar.
Den kan bli upp till en halvmeter hög och blommar under perioden juni–juli. Blomfärgen är röd.